# Телиптерис болотный
Тели́птерис боло́тный, или Щито́вник болотный, или Болотный па́поротник (лат. Thelýpteris palústris) — многолетнее травянистое растение; вид рода Телиптерис семейства Телиптерисовые.

## Описание

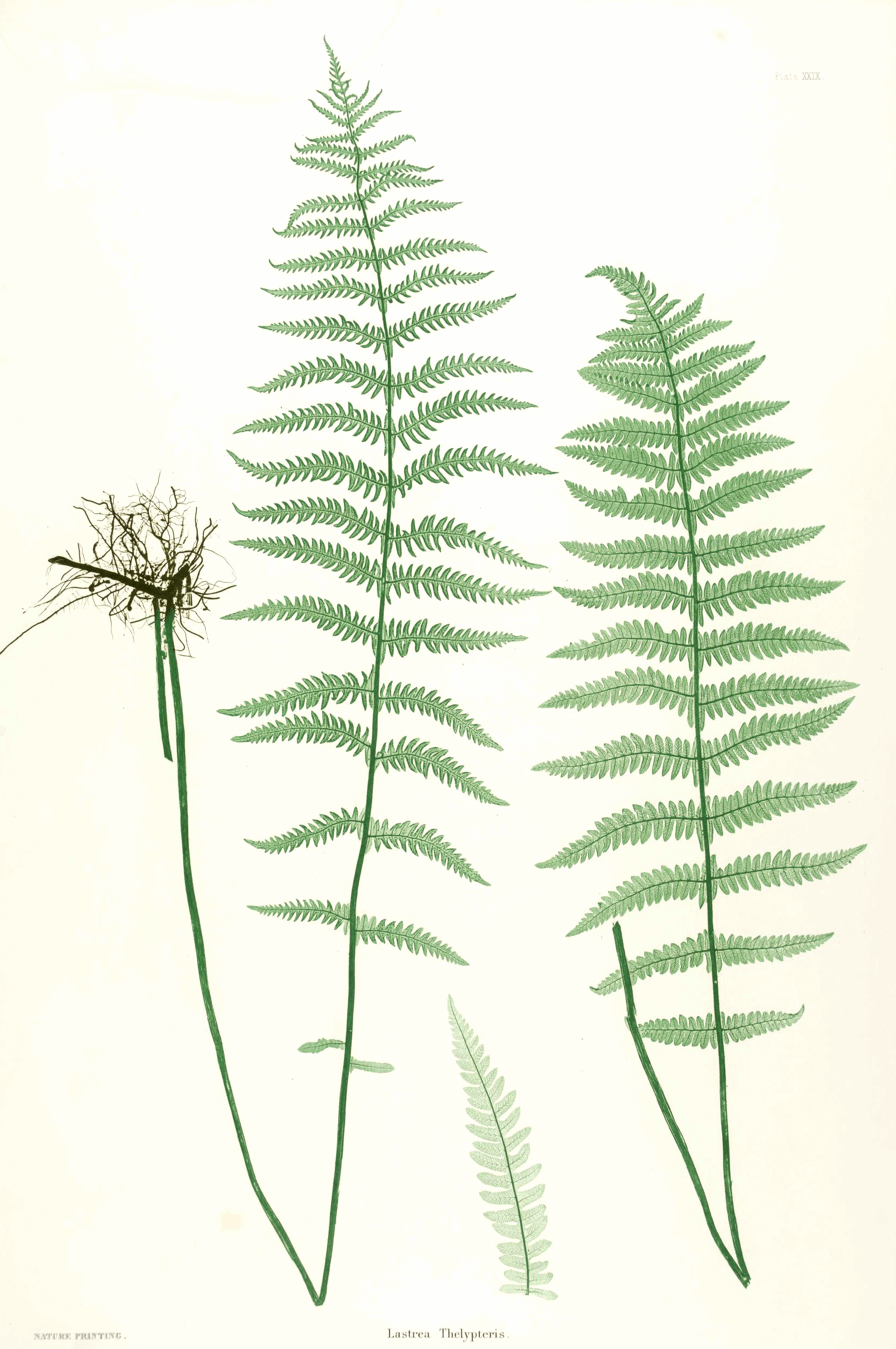
Ботаническая иллюстрация из книги Томаса Мура и Джона Линдли The ferns of Great Britain and Ireland. 1857

Растение до 70 см высотой, с длинными ползучими корневищами 1—2 мм толщиной, с расставленными черешками отмерших вай.
Вайи отмирающие на зиму и обычно одиночные. Черешки 10—30 см длиной, почти равные по длине пластинке или не более чем в 2 раза длиннее их, в нижней части чёрно-бурые и с немногими яйцевидными тёмно-бурыми (двуцветными) чешуйками, имеющими по краю сосочкоподобные зубчики, в верхней части нередко слабоволосистые. Пластинки широколанцетные или ланцетные, к основанию немного суженные, дважды перистораздельные; их ось лишь у верхушки крылатая, по всей длиной обычно слабо волосистая, но без чешуек. Перья сидячие, ланцетные или ланцетно-линейные, с ширококрылатой осью, снизу более или менее покрытой короткими, обычно полуприлегающими волосками; одна — две пары нижних перьев немного уменьшены по сравнению со следующими за ними, причём перья самой нижней пары обычно в 1,5—2 раза короче самых длинных перьев; доли их широкопродолговатые, узко закруглённые или немного островатые, по краю едва городчатые или немного волнистые, с преимущественно разветвлёнными боковыми жилками, снизу без сидячих желёзок, у спороносных вай обычно более узкие и с загнутыми на нижнюю сторону краями.
Сорусы более или менее округлые, 0,7—1 мм в диаметре, расположенные примерно в средней части боковых жилок, при созревании обычно сливающиеся друг с другом, с небольшим округло-почковидным индузием, несущим по краю мелкие железистые и простые волоски.

## Ареалиэкология
- в России: Камчатка, Бурятия, Сахалин, западная и восточная Сибирь.
- в Евразии: средняя Азия, Скандинавия, Монголия, Гималаи.
- в Северной Америке: восточная и центральная части США[3].

## Синонимы
По данным The Plant List, в синонимику вида входят:
- Acrostichum thelypteris L.
- Dryopteris thelypteris (L.) A. Gray
- Polypodium oreopteris Ehrh.
- Polypodium palustre Salisb.
- Thelypteris thelypterioides subsp. glabra Holub

## Охранный статус

### В России
В России вид входит в многие Красные книги субъектов Российской Федерации: республик Бурятия и Коми, Камчатского, Краснодарского, Пермского и Ставропольского края, Ростовской и Саратовской областей, г. Москва, ХМАО. Ранее включался в красные книги республики Удмуртия и Иркутской области.
Растёт на территории нескольких особо охраняемых природных территорий России.

### На Украине
Решением Луганского областного совета № 32/21 от 03.12.2009 г. входит в «Список регионально редких растений Луганской области».
Входит в красные книги Донецкой, Закарпатской, Львовской, Харьковской областей.

### Другие страны СНГ
Входит в Красные книги Армении, Молдовы, Таджикистана.